# Pančo Vladigerov
Pančo Haralanov Vladigerov (ili Vladigerof, Vladigerov, Vladiguerov, Vladiguerof; bug. Панчо Хараланов Владигеров; 13. mart 1899 — 8. septembar 1978) bio je bugarski kompozitor, pedagog i pijanista.
Vladigerov je verovatno najuticajniji bugarski kompozitor svih vremena. On je bio jedan od prvih koji su uspešno kombinovali idiome bugarske narodne muzike i klasične muzike. Kao pripadnik takozvanih bugarskih kompozitora druge generacije, on je bio među osnivačima Bugarskog društva savremene muzike (1933), koje je kasnije postalo Unija bugarskih kompozitora. Vladigerov je obeležio početak niza žanrova u bugarskoj muzici, uključujući sonatu za violinu i klavirski trio. On je takođe bio veoma ugledan pedagog; njegovi studenti uključuju praktično sve ugledne bugarske kompozitore nove generacije, poput Aleksandra Rajčeva, Aleksandra Josifova, Stefana Remenkova i mnogih drugih, kao i pijaniste Aleksisa Vajssenberga.

## Biografija
Vladigerov je rođen u Cirihu u Švajcarskoj, ali je živeo u Šumenu u Bugarskoj. Njegova majka dr. Eliza Pasternak bila je ruski Jevrej. Njegov otac dr. Haralan Vladigerov bio je bugarski advokat i političar. Pančo Vladigerov je svirao klavir i komponova od malih nogu. Godine 1910, dve godine nakon smrti njegovog oca, Vladigerov i ostatak porodice su se preselili u Sofiju, gde je Pančo započeo da studira kompoziciju sa Dobri Hristovom, najistaknutijim bugarski kompozitor njegove generacije.
Pančov deda po majci, Lion Pasternak, ruski Jevrej koji je napustio Odesu i nastanio se u Cirihu nekoliko godina pre Pančovog rođenja, bio je uticajna figura u Pančovom muzičkom razvoju i kasnijem uspehu. Njegov deda, matematičar po profesiji, šampionski šahista, i amaterski muzičar i kompozitor, svirao je violinu sa Pančom i njegovim bratom blizancom, Ljubenom. Na osnovu jevrejske melodije kojoj ga je podučavao njegov deda, Vladigerov je 1951. komponovao svoju veliku simfoniju, „Jevrejska poema”, Opus 47. Ova simfonija dobila je 1952. godine najveću počast koju je bugarska vlada dodeljuje umetniku, Dimitrovu nagradu, i zaradila je divljenje njegovih kolega muzičara: „Ovakvo delo biva napisano samo jednom u sto godina”, izjavio je Dmitrij Šostakovič.
Godine 1912, Vladigerova majka je uspela da dobije državnu stipendiju za svoju decu da studiraju u Berlinu, gde su Pančo i njegov brat blizanac, violinista Ljuben Vladigerov, upisani na Državnu akademsku školu za muziku (sada deo Berlinskog univerziteta umetnosti), koja je bila pod okriljem Akademije umetnosti. Pančo Vladigerov je studirao teoriju muzike i kompoziciju kod Pola Juona i klavir kod Karla Hajnriha Barta. Godine 1920, diplomirao je na akademiji nakon što je studirao klavir i kod Leonida Krojcera, kompoziciju kod Fridriha Gernshajma i Georga Šumana. Dva puta je osvojio Mendelsonovu nagradu akademije (1918. i 1920).
Nakon diplomiranja Vladigerov je postao muzički direktor Dojčes teatra u Berlinu i radio je sa poznatim pozorišnim rediteljem Maksom Rajnhartom. Godine 1932, posle dugog oklevanja, odlučuje da se vrati u Sofiju, gde je postavljen za profesora klavira, kamerne muzike i kompozicije na Državnoj muzičkoj akademiji, koja sada nosi njegovo ime.
Vladigerov je komponovao u različitim žanrovima uključujući operu (Car Kalojan, na libreto Nikolaja Lilijeva i Fani Popove-Mutafove), balet, simfonijsku muziku, pet klavirskih koncerata, dva violinska koncerta, kamernu muziku uključujući gudački kvartet, trio (violina, violončelo i klavir), dela i transkripcije za violinu i klavir i brojni opusi za solo klavir, 38 transkripcija instrumentalnih komada za instrument i klavir, 13 kasnih transkripcija njegovih ranijih dela za dva klavira, pedeset koncertnih aranžmana narodnih pesama za glas i klavir/orkestar, 20 pesama za glas i klavir, deset horskih pesama sa klavirom/orkestrom, scensku muzika za predstave Nemačkog teatra u Berlinu, Teatra u Jozefštatu u Beču i Narodnog pozorišta u Sofia.
Vladigerov je stekao značajnu slavu u Evropi 1920-ih kada je mnoga njegova dela objavilo Univerzalno izdanje u Beču, i kada je objavljeno na LP pločama nemačke izdavačke kuće Deutsche Grammophon, nakon čega su su izvođena širom Evrope i SAD. Kao pijanista i kompozitor obišao je većinu evropskih zemalja izvodeći uglavnom svoja dela. Godine 1969, dobio je Herderovu nagradu Univerziteta u Beču. Bugarska diskografska kuća Balkanton objavila je izdanje njegove scenske i simfonijske muzike u četiri seta od po sedam ploča; međutim, samo mali deo njegovih dela je trenutno dostupan na CD formatu.
Vladigerovskoj muzici su se divile različite ličnosti kao što su Ričard Štraus, Dmitrij Šostakovič i Aram Hačaturjan. Izvodili su je umetnici kao što su Aleksis Vajsenberg, Dejvid Ojstrah, Emil Giljers, Ivan Drenikov, i nedavno Mark-Andre Hamelin; međutim, on je i dalje uglavnom nepoznato ime osim u svojoj domovini. Njegovu solo klavirsku muziku je nekoliko puta u Velikoj Britaniji nedavno izvodila pijanistkinja rođena u Bugarskoj Valentina Seferinova, koja nastavlja da favorizuje njegovu muziku.
Najizvođenije i najamblematičnije delo Vladigerova je nesumnjivo Vardarska rapsodija, poznata i kao Bugarska rapsodija. Prvobitno napisana za violinu i klavir, kasnije je orkestrirana i aranžirana za različite instrumente. Vatreno rodoljubivo delo, postalo je, po rečima zadivljenog kritičara, „bugarski ekvivalent Šopenove Poloneze u A-duru”.
Pančo Vladigerov je preminuo 1978. godine u Sofiji. Njegov sin Aleksandar Vladigerov (1933–1993) i unuci Pančo Vladigerov mlađi, Aleksandar Vladigerov i Konstantin Vladigerov takođe su postali cenjeni muzičari.

## Nasleđe
Kuća Panča Vladigerova na Jakubici broj 10 u Sofiji pretvorena je u muzej.
Fondaciju Intelektualno nasleđe Panča Vladigera osnovao je u jesen 2006. Pančo Vladigerov mlađi. Njen glavni cilj je očuvanje, zaštita i popularizacija materijalne i nematerijalne baštine Panča Vladigerova.
Vladigerovo ime je ovekovečeno i u sledećem.
- Međunarodno muzičko takmičenje koje se održava svake dve godine od 1986. u Šumenu[16]
- Nacionalna muzička akademija „Prof. Pančo Vladigerov“ u Sofiji[17]
- Vladigerov prolaz na Antarktiku.[18]

## Literatura
- Pavlov — Klosterman, Evgeni. 2000. Pancho Vladigerov. Sofia: Muzika
- Fedotova Valery, Some tendencies of Bulgarian music in the context of national art in the first half of the twentieth century. // Bulgarian art and literature. History and modernity. SIAS. Moscow, 2003. = Федотова В.Н. Некоторые тенденции болгарской музыки в контексте национального искусства в первой половине ХХ столетия. // Болгарское искусство и литература. История и современность. Москва, ГИИ,2003.
- Fedotova Valery, The forms of Bulgarian symbolism and Bulgarian music. // Modern and integration processes in the European culture. M., SIAS, 2004. = Федотова В.Н. Формы болгарского символизма и болгарская музыка. // Модерн и интеграционные процессы в европейской культуре. Москва,ГИИ, 2004.
- Fedotova Valery, Opera of P. Vladigerov and L. Pipkov in the context of Bulgarian art of 1920-30-es. // Musical theatre of the twentieth century: Events, Problems, Results, Perspectives. M., SIAS, 2004. = Федотова В.Н. Оперы П.Владигерова и Л.Пипкова в контексте болгарского искусства 1920-30-х гг. // Музыкальный театр ХХ века: События, проблемы, итоги, перспективы. Москва, ГИИ, 2004.
- Fedotova Valery, The Bulgarian music of the twentieth century in the context of the national culture. Moscow, SIAS, 2012.  978-5-904082-11-6 = Федотова В.Н. Болгарская музыка ХХ века в контексте национальной художественной культуры. Mосква, ГИИ, 2012.  978-5-904082-11-6